# Serbische Literaturgilde

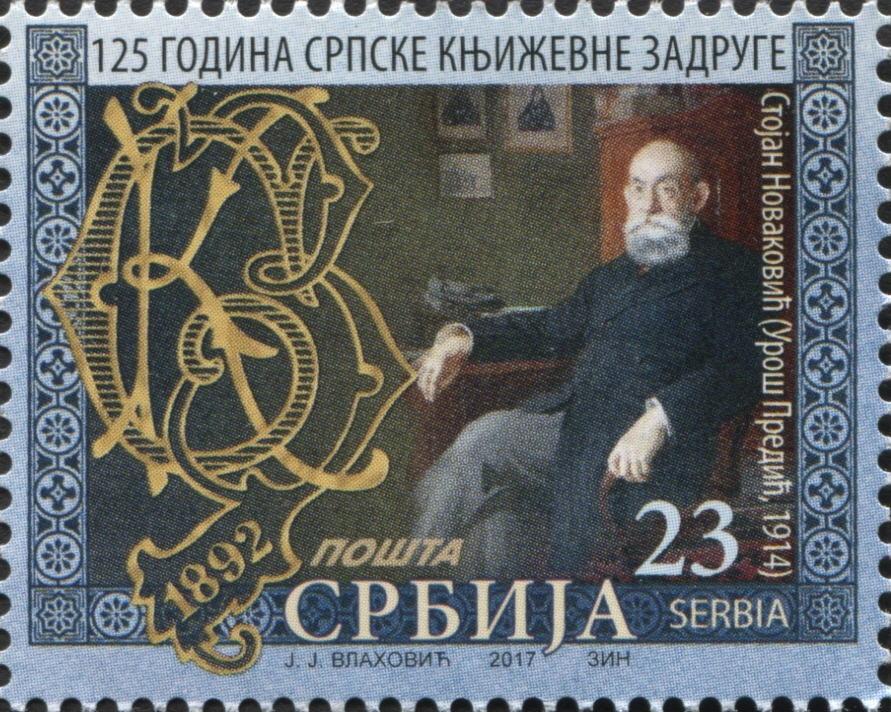
Serbische Briefmarke 2017 zur Erinnerung an den 125. Jahrestag der Gründung

Die Serbische Literaturgilde oder Serbische Literaturkooperative (serbisch Srpska književna zadruga) ist Serbiens ältester Autorenverband.

## Geschichte
Die Gründung am 29. April 1892 in Belgrad im ehemaligen Gebäude der Serbischen Akademie der Wissenschaften und Künste erfolgte durch 16 prominente Vertreter des kulturellen, wissenschaftlichen und politischen Lebens. Seither hat die Einrichtung serbische und internationale Autoren herausgeben und trug zur Verbreitung serbischer Autoren in der Weltliteratur bei. Das Wappen hat Jovan Jovanović Zmaj entworfen.
In der Zeit des Königreichs Serbien hatte die Gilde  11.000 Mitglieder auf dem Balkan und eröffnete einen Verlag. Sie war wesentlich an der Erzeugung eines Einheitsgefühls für die Südslawen in Jugoslawien beteiligt. Die Übersetzungen der griechischen und römischen Klassiker sowie der französischen Literatur trugen viel zur serbischen Kultur bei.
Der Gründungspräsident war Stojan Novaković 1892–1895 und war wieder Präsident 1908–1915. Dobrica Ćosić führte die Gilde 1969–1972. Von 2013 bis 2022 führte sie Milovan Danojlić.

## Einzelbelege
1. ↑  Матија Бећковић: Lex specialis за Српску књижевну задругу. Abgerufen am 1. Februar 2024.
2. ↑  Dušan Bataković: On Parliamentary Democracy in Serbia 1903–1914 Political Parties, Elections, Political Freedoms. In: Balcanica. XLVIII. Jahrgang, 2017 (englisch).
3. ↑  Đuro Gavela: Jugoslovenski književni leksikon. (deutsch: Yugoslav Literary Lexicon). Hrsg.: Živan Milisavac. Matica srpska, Novi Sad 1971, S. 500 f. (serbokroatisch).
4. ↑  Srpska književna zadruga - Izdanja SKZ, vesti, akcije, popusti. Abgerufen am 1. Februar 2024 (serbisch).